# Blätter der DGVFM
Die Blätter der DGVFM waren eine insbesondere versicherungs- und finanzmathematische Fachzeitschrift, die zwischen 1951 und 2010 von der Deutschen Gesellschaft für Versicherungs- und Finanzmathematik (DGVFM) herausgegeben wurden. Vor Umbenennung zur DGVFM von DGVM 2002 hieß die Zeitschrift entsprechend Blätter der DGVM.

## Hintergrund und Geschichte
1948 gründete sich die seinerzeitige Deutsche Gesellschaft für Versicherungsmathematik in Rothenburg ob der Tauber als eigenständige Organisation, nachdem vor dem Zweiten Weltkrieg im Deutschen Verein für Versicherungswissenschaften eine Abteilung für Versicherungsmathematik bestanden hatte. Im Jahr 1951 erschienen erstmalig die Blätter der DGVM, die die Tradition der „Blätter für Versicherungs-Mathematik und verwandte Gebiete“ der Vorgängerorganisation fortsetzte. Insbesondere unter der 1973 begonnenen Schriftleitung Edgar Neuburgers etablierte sich das Periodikum, in dem neben wissenschaftlicher Fachartikel auch praxisbezogene Artikel inklusive Handreichungen für die konkrete aktuarielle Arbeit, etwa in Form von Fachgrundsätzen und Sterbetafeln, sowie Protokolle von Fachgremien abgedruckt wurden, als zentrales Medium für Aktuare. Nach Gründung der Deutschen Aktuarvereinigung 1993 und der Einführung der Zeitschrift Der Aktuar 1995 durch die Vereinigung fokussierte sich der Inhalt zunehmend auf wissenschaftliche Veröffentlichungen, die ab 1998 mit dem zum 50-jährigen Jubiläum der DGVM geschaffenen GAUSS-Preis prämiert werden konnten. Ende 2010 wurde die Zeitschrift eingestellt und ging im europaweit seit 2011 herausgegebenen European Actuarial Journal auf.
Die Zeitschrift erschien in der Regel zweimal pro Jahr, hiervon konnte in Abhängigkeit der Anzahl und Bedeutung der eingereichten Artikel abgewichen werden. Zuletzt erschienen die Blätter der DGVM bei Springer Science+Business Media, dabei gab es neben der gedruckten Ausgabe eine zwischenzeitlich eingeführte Onlineversion. Zeitweise war der Würzburger Konrad Triltsch Verlag verantwortlich.